# Carl Friedrich Ernst Weiße
Carl Friedrich Ernst Weiße – auch Weisse geschrieben – (* 4. Januar 1781 in Berlin; † 18. Dezember 1836 in Leipzig) war der Gründer der Leipziger Feuer-Versicherungsanstalt Aktiengesellschaft, aus der die Alte Leipziger Versicherung AG hervorging.

## Leben
Der Sohn des Kammermusikers Carl Wilhelm Weiße und dessen Ehefrau Christiane Wilhelmine Zanger erhielt seine kaufmännische Ausbildung in Berlin und Hamburg, wo er die um 1800 gebräuchlichen Formen der Feuerversicherung kennenlernte. Er heiratete im Mai 1813 die Leipziger Sängerin Henriette Wilhelmine Schicht (1793–1831). Die Ehe mit der Tochter des Komponisten, Bachforschers, ehemaligen Leiter des Gewandhausorchesters und seit 1810 amtierenden Thomaskantors Johann Gottfried Schicht (1753–1823) führte zu Kontakten zur musikbegeisterten Leipziger Oberschicht. Das kinderlose Ehepaar Weiße unterstützte mittellose Künstler und war in Leipzig für seine großzügige Gastfreundschaft gegenüber Komponisten und Musikern bekannt. Henriette Weiße-Schicht trat häufig als Sopranistin im Gewandhaus oder bei privaten Hauskonzerten auf. Weiße selbst, der ein Schüler und Freund des Cellisten und Komponisten Bernhard Romberg (1767–1841) war, wurde gleichfalls als begnadeter Cellospieler im Leipziger Musikleben geschätzt. 
Mit kaufmännischem Geschick erkannte der Neu-Leipziger das Fehlen einer funktionierenden Feuerversicherungsanstalt in seiner Wahlheimat. Die Landesbrandversicherungsanstalt in Sachsen regulierte auftretende Schäden nur schleppend und geriet deswegen immer stärker in die Kritik. Außerdem brachte die infolge der aufkommenden industriellen Revolution angestiegene Produktivität und Mobilität viele neue Risiken. Parallel zu diesen Entwicklungen sorgten die Fortschritte in Mathematik und Statistik für verbesserte Kalkulationsgrundlagen in der Versicherungswirtschaft. Der ebenfalls in Hamburg ausgebildete Ernst Wilhelm Arnoldi (1778–1841) hatte bereits 1817 in Gotha die Feuerversicherungsanstalt gegen Feuersgefahr, aus der 1820 die Feuerversicherungsbank des Deutschen Handelsstandes, die heutige Gothaer Versicherungsbank VVaG hervorging, gegründet. Während seiner Amtszeit von 1815 bis 1819 bemühte sich ebenfalls der Kölner Oberbürgermeister Karl Josef Freiherr von Mylius (1778–1838), eine Stadtkölnische Feuerversicherungsgesellschaft zu initiieren.   
Am 1. Juni 1819 gründete Carl Friedrich Ernst Weiße die Leipziger Feuer-Versicherungsanstalt Aktiengesellschaft, die vor allem Hausrat, Häuser, Fabriken und Maschinen gegen mögliche Risiken versicherte. Zahlreiche Repräsentanten des damaligen Leipziger Wirtschaftslebens, aber auch Anwälte, Politiker und Wissenschaftler unterstützten von Anfang an das von Weiße besonnen und erfolgreich geführte Unternehmen.
Die Leipziger Feuer-Versicherungsanstalt beschränkte sich nicht nur auf Kunden aus Leipzig oder Sachsen und ihre Kunden wurden nicht aus bestimmten Gesellschaftsgruppen auserwählt, was um 1820 keine Selbstverständlichkeit war.  Die Gesellschaft versicherte auch Messegüter und bot damit erstmals ihren Kunden kurzzeitigen Versicherungsschutz an. Weißes Konzept fand viele Nachahmer und wurde zum Beispiel von David Hansemann (1790–1864) übernommen, der 1824 die Aachener Feuerversicherungsanstalt ins Leben rief. 
Carl Friedrich Ernst Weiße, dem es gelang, sein Unternehmen unbeschadet durch die Wirtschaftskrise der 1820er Jahre zu führen, erlitt nach dem Tod seiner geliebten Ehefrau († 1831) mehrere geschäftliche Rückschläge. So kostete der große Brand in Frankenhausen von 1832 der Gesellschaft eine so bedeutende Summe, dass ihr weiterer Bestand gefährdet schien. Das Rechnungsjahr schloss mit einem Verlust von 78.000 Talern ab, einer damals unermesslichen Summe. Die Gesellschafter warfen Weiße vor allem sein Zögern bei der Suche nach einem Rückversicherer vor. Die Auseinandersetzungen über das Abwägen zwischen dem Eigenbehalt und dem Rückversicherungsaufwand der Gesellschaft belasteten das Verhältnis der Gesellschafter zu Weiße bis zu dessen frühen Tod am 18. Dezember 1836.

## Bedeutung und Nachwirkung
Die Leipziger Feuer-Versicherungsanstalt war eine der Gesellschaften, aus der die Alte Leipziger Versicherung AG hervorging.
Im Jahr 1830 gründete Johann Friedrich August Olearius (1789–1861) die Leipziger Leben, die Pionierarbeit auf dem Gebiet der Lebensversicherungen leistete. Der Astronom und Mathematiker August Ferdinand Möbius (1790–1868) schuf mit seinen Berechnungen mathematischen Grundlagen, die im Wesentlichen noch heute bei Lebensversicherungen angewendet werden. 
Beide Leipziger Gesellschaften schlossen sich 1933 aus wirtschaftlichen Gründen zusammen. Das neue Unternehmen verlegte nach 1945 seinen Sitz nach Oberursel bei Frankfurt am Main und firmiert seit 1971 als Alte Leipziger Lebensversicherung a.G. 